# Aleksandar Petrović (Schauspieler)
Aleksandar Petrović (* 1976 in Wien) ist ein österreichischer Schauspieler und Drehbuchautor mit serbischen Wurzeln.

## Leben
Aleksandar Petrović begann nach der Matura zunächst ein Studium. Sein Filmdebüt gab er 2005, ohne eine klassische Schauspielausbildung absolviert zu haben, mit dem Kurzfilm Skrypt von Peter Koller, der ihn anschließend auch für den Horrorfilm Auf bösem Boden als Romeo an der Seite von Birgit Stauber als Julia besetzte. Für seine Darstellung des Romeo erhielt er auf dem Filmfestival Buenos Aires Rojo Sangre eine lobende Erwähnung.
Gemeinsam mit Arman T. Riahi und Faris Endris Rahoma entwickelte er 2011 das Drehbuch zur Fernsehserie Neue Wiener. Nach einer Insolvenz der Produktionsfirma wurde die Idee als Kinofilm Die Migrantigen umgesetzt, in dem er an der Seite von Rahoma auch die Hauptrolle spielte. Der Film wurde unter anderem auf dem Filmfestival Max Ophüls Preis mit dem Publikumspreis ausgezeichnet, im Rahmen der Romyverleihung 2018 erhielt er für den Film die Romy in der Kategorie Bestes Drehbuch. Die Uraufführung der Bühnenfassung erfolgte im September 2019 an den Wiener Kammerspielen des Theaters in der Josefstadt. 2020 übernahm Petrović an der Seite von Maria Hofstätter die Titelrolle eines traumatisierten Gefängnislehrers in Arman T. Riahis preisgekröntem Spielfilmdrama Fuchs im Bau.
Petrović ist Mitglied der Akademie des Österreichischen Films.

## Filmografie (Auswahl)
- 2005: Skrypt (Kurzfilm)
- 2007: Auf bösem Boden
- 2013: CopStories – Strizzi (Fernsehserie)
- 2013: Schneeglöckchen (Kurzfilm)
- 2015: Chucks
- 2016: SOKO Donau – Fehlzündung (Fernsehserie)
- 2016: Die Kinder der Villa Emma (Fernsehfilm)
- 2017: Die Migrantigen
- 2017: Wilde Maus
- 2018: SOKO Donau – Quantensprung (Fernsehserie)
- 2018: SOKO Kitzbühel – Mord mit? (Fernsehserie)
- 2018: Blind ermittelt – Die toten Mädchen von Wien
- 2018: Tatort: Her mit der Marie! (Fernsehreihe)
- 2019: Walking on Sunshine (Fernsehserie)
- 2019: Landkrimi – Steirerkreuz (Fernsehreihe)
- 2020: Ein bisschen bleiben wir noch
- 2020: Fuchs im Bau
- 2021: SOKO Kitzbühel – Gestohlene Träume (Fernsehserie)
- 2021: Landkrimi – Vier (Fernsehreihe)
- 2022: Schrille Nacht (Fernsehfilm)
- 2023: SOKO Linz – Herzensbrecher (Fernsehserie)
- 2023: Bosnischer Topf (Bosanski Lonac)
- 2023: HADES – Eine (fast) wahre Geschichte aus der Unterwelt
- 2024: Biester (Fernsehserie)

## Auszeichnungen und Nominierungen
- 2007: Filmfestival Buenos Aires Rojo Sangre – lobende Erwähnung (Special Mentions for lead actor) für Auf bösem Boden[8]
- 2018: Österreichischer Filmpreis 2018 – Nominierung in der Kategorie Bestes Drehbuch für Die Migrantigen
- 2018: Romyverleihung 2018 – Auszeichnung in der Kategorie Bestes Buch Kinofilm  für Die Migrantigen[4]
- 2022: Österreichischer Filmpreis 2022 – Nominierung in der Kategorie  Bester männlicher Darsteller für Fuchs im Bau[9]